# Celaenorrhinus aegiochus
Celaenorrhinus aegiochus es una especie de mariposa de la familia Hesperiidae que fue descrita originalmente con el nombre de Eudamus aegiochus, por W.C. Hewitson, en 1876, a partir de ejemplares procedentes de Panamá.

## Distribución
Celaenorrhinus aegiochus tiene una distribución restringida a la región Neotropical y ha sido reportada en Costa Rica, Panamá, Colombia.